# Ceraia stelidiifera
Ceraia stelidiifera é uma espécie de orquídea de flores pequenas que duram muito pouco, mas que floresce diversas vezes ao ano, nativa de Sumatra.